# 新奧爾斯克區
51°21′50″N 59°02′04″E / 51.36389°N 59.03444°E
新奧爾斯克區（俄语：Новоорский район），是俄羅斯的一個區，位於該國西南部，由奧倫堡州負責管轄，面積3,400平方公里，2010年該區人口29,428，人口密度每平方公里8.66人。